# Северо-Западная филателистическая библиотека
Северо-Западная филателистическая библиотека (англ. Northwest Philatelic Library) — библиотека филателистической литературы, расположенная в городе Портленде штата Орегон (США).

## История
Библиотека была первоначально создана как Филателистическая библиотека имени Гарольда Петерсона (Harold Peterson Philatelic Library) в составе Орегонского общества филателистов (Oregon Stamp Society). В 2003 году она стала самостоятельным юридическим лицом под названием «Северо-Западная филателистическая библиотека, Инк.» (Northwest Philatelic Library, Inc.).

## Руководство
Руководство библиотекой осуществляется на общественных началах правлением в составе трёх должностных лиц и четырёх независимых директоров.

## Книжный фонд
Фонд библиотеки состоит более чем из 3000 книг и около 200 наименований филателистических журналов и газет.

## Печатный орган
Библиотека издаёт журнал «Бук Рипортс» (Book Reports).